# Cantonul Fouesnant
Cantonul Fouesnant este un canton din arondismentul Quimper, departamentul Finistère, regiunea Bretania, Franța.

## Comune
- Bénodet
- Clohars-Fouesnant
- La Forêt-Fouesnant
- Fouesnant (reședință)
- Gouesnach
- Pleuven
- Saint-Évarzec